# 2-Хлорпропил-бис-(β-хлорэтил)-амина гидрохлорид
2-Хлорпропил-бис-(β-хлорэтил)-амина гидрохлорид, известен также как новэмбихин. Цитостатический противоопухолевый химиотерапевтический лекарственный препарат алкилирующего типа действия. По химическому строению является производным бис-β-хлорэтиламина.

## Механизм действия
2-Хлорпропил-бис-(β-хлорэтил)-амина гидрохлорид  является цитостатическим алкилирующим производным бис-β-хлорэтиламинов, содержит высокореактивные хлорэтиламинные группировки. Легко вступает в реакцию с нуклеопротеидами клеточных ядер, благодаря чему нарушается процесс роста и размножения клеток. Более чувствительны к цитостатическому влиянию делящиеся клетки кроветворной системы, некоторых опухолей эпителия роговицы и кишок. 2-Хлорпропил-бис-(β-хлорэтил)-амин вступает во взаимодействие с белками, в том числе с белками ферментов, что в свою очередь приводит к нарушению энергетического баланса клетки. Соединение высокотоксично, обладает резко выраженными раздражающими и некротизирующими свойствами.

## Исторические показания к применению
Лимфогранулематоз I—III стадий, хронический лимфоидный лейкоз, истинная полицитемия.

## Противопоказания
Выраженная миелосупрессия, выраженная анемия, лейкопения, тромбоцитопения, терминальные стадии онкологических заболеваний, выраженное истощение, острый лейкоз, переход хронического лейкоза в острый (бласттрансформация или бластный криз); декомпенсация сердечной деятельности, тяжёлые заболевания печени и почек.